# Lago Oich

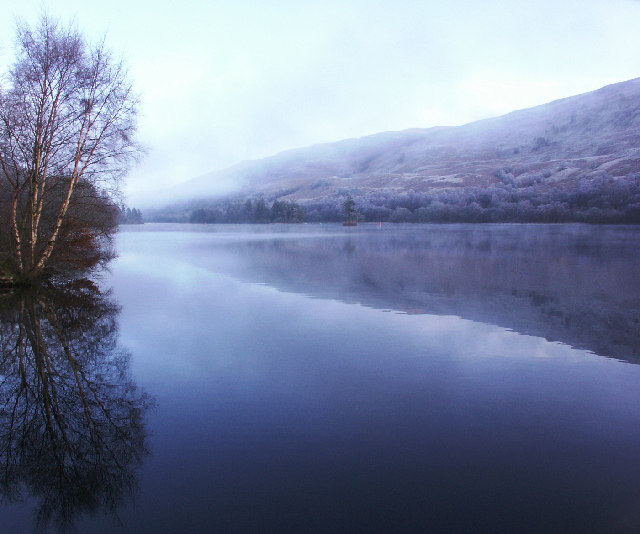
Lago Oich.

Lago Oich (em gaélico escocês: Loch Omhaich) é um lago de água doce nas Terras Altas da Escócia que faz parte do Canal Caledoniano, do qual é o ponto mais alto. Este lago estreito situa-se entre o lago Ness (ao Nordeste) e o lago Lochy (ao sudoeste) no Great Glen. É alimentado pelo rio Garry (do Loch Garry) do Oeste e alimenta o rio Oich no seu extremo norte
A vida selvagem do Loch Oich é rica em uma grande variedade de peixes, anfíbios, répteis, aves e mamíferos. Todo outono, o salmão do Atlântico (Salmo salar) migra do mar usando os lagos Oich, Lochy e Ness como seus ninhos geradores. Depois de dois anos, eles migram de volta ao mar, onde crescem rapidamente e pesam de 3,5 a 17 kg após dois anos. Thomas Telford aumentou artificialmente o nível do lago por muitos metros para fornecer um canal navegável para o Canal Caledoniano.